# دراهما، پنجاب
دراهما (به انگلیسی: Drahma) یک شهرک در پاکستان است که در ناحیه دیره غازی خان واقع شده‌است.